# Jagdgeschwader 300
Jagdgeschwader 300 foi uma unidade aérea da Luftwaffe que prestou serviço durante a Segunda Guerra Mundial. Formada a 26 de Junho de 1943, em Deelen. O primeiro comandante da unidade foi o Oberstleutnant Hajo Herrmann. A unidade pilotava aeronaves Bf 109 e Fw 190.